# Rhaphidophora peepla
Rhaphidophora peepla är en kallaväxtart som först beskrevs av William Roxburgh, och fick sitt nu gällande namn av Heinrich Wilhelm Schott. Rhaphidophora peepla ingår i släktet Rhaphidophora och familjen kallaväxter. Inga underarter finns listade.